# Euphyllophyta
Le eufillofite sono un clado di piante appartenenti alle tracheofite (piante vascolari). Il gruppo può essere trattato come un clade non classificato, una divisione sotto il nome Euphyllophyta o una sottodivisione con il nome Euphyllophytina. Le eufillofite sono caratterizzati dal possesso di foglie vere ("megafilli") e comprendono una delle due principali branche di piante vascolari esistenti. Come mostrato nel cladogramma sottostante, le eufillofite sono un sister group delle licofite. A differenza delle licofite, che consistono in relativamente pochi taxa attualmente viventi o esistenti, le eufillofite comprendono la stragrande maggioranza delle piante vascolari che si sono evolute da quando entrambi i gruppi condividevano un antenato comune più di 400 milioni di anni fa. Le eufillofite sono costituite da due linee, le spermatofite o piante da seme come le piante da fiore (angiosperme) e le gimnosperme (conifere e gruppi correlati), e le felci, così come un certo numero di gruppi fossili estinti.
La divisione delle tracheofite esistenti in tre lignaggi monofiletici è supportata da molteplici studi molecolari.

## Filogenesi
Il seguente cladogramma mostra una visione delle relazioni evolutive tra i taxa sopra descritti:
|                | Lycopodiophyta                                                   |
|                |                                                                  |
| Euphyllophytes | \| \| Spermatophyta \| \| \| \| \| \| Polypodiophyta \| \| \| \| |
|                | \| \| Spermatophyta \| \| \| \| \| \| Polypodiophyta \| \| \| \| |
|                | Spermatophyta                                                    |
|                |                                                                  |
|                | Polypodiophyta                                                   |
|                |                                                                  |

|  | Spermatophyta  |
|  |                |
|  | Polypodiophyta |
|  |                |